# یواس‌اس فلمینگ (دی‌ئی-۳۲)
یواس‌اس فلمینگ (دی‌ئی-۳۲) (به انگلیسی: USS Fleming (DE-32)) یک کشتی بود. این کشتی در سال ۱۹۴۳ ساخته شد.